# Rigord
Rigord, anche latinizzato in Rigoldus o Rigordus, e con tradizione errata Rignotus e Rinotus (1145-1150 – 1209 circa), è stato un monaco cristiano francese, iniziatore delle Gesta Philippi Augusti.
Le notizie che ci sono pervenute su di lui provengono in gran parte dalla prefazione dedicatoria della seconda redazione delle Gesta, in cui si definisce «regis Francorum cronographus» e «natione Gothus», ossia originario della bassa Linguadoca (forse di Alès o di Nîmes).
Nel 1183-1186 si trovava ancora nella sua terra natale, esercitando la professione di medico. In seguito entrò come monaco all'abbazia di Saint-Denis, e fu destinato al priorato di Argenteuil, che dall'abbazia dipendeva.
Prima di entrare nell'Ordine di San Benedetto aveva iniziato la stesura di una cronaca della vita di Filippo Augusto; sebbene in un primo momento intenzionato a disfarsene, fu incoraggiato a continuare dall'abate di Saint Denis, Hugues V de Foucault.
Nel 1196 offrì al sovrano una prima redazione della sua opera Gesta Philippi Augusti; in precedenza aveva redatto una breve storia dei re di Francia, che ci è pervenuta, incompleta, fino all'anno 904, ed è dedicata al priore di Argenteuil e ai monaci di Saint-Denis che lo avevano incoraggiato nel suo lavoro.
Verso il 1200 presentò al principe Luigi una seconda redazione delle Gesta, più severa nei confronti del sovrano rispetto alla precedente. 
Una terza redazione si interrompe al dicembre 1206. La data della morte di Rigord è certamente posteriore, in quanto, con la lentezza di comunicazione dell'epoca, non poteva riferire eventi troppo vicini. Anzi, un'eclissi, che sappiamo avvenuta nel 1207, lascia traccia di sé pur venendo erroneamente riferita al 1206, in coincidenza con la morte della regina Adèle di Champagne.
Rigord non si basava sulla propria esperienza diretta, ma utilizzava soprattutto, e talvolta riportava per esteso, un gran numero di documenti ufficiali e di lettere, il che rende la sua opera fondamentale per la conoscenza del periodo.
Fu il primo a utilizzare l'appellativo Augustus per riferirsi a Filippo II di Francia, tanto che Guglielmo il Bretone, che fu il continuatore delle Gesta, non lo utilizzò (definì Filippo magnanimus), e altri testi del periodo preferiscono Philippe le Conquérant (riferendosi alla vittoriosa battaglia di Bouvines); l'appellativo divenne di uso comune solo dopo che, tradotte in francese, le Gesta confluirono nelle Grandes Chroniques de France.